# Ingmar Koch

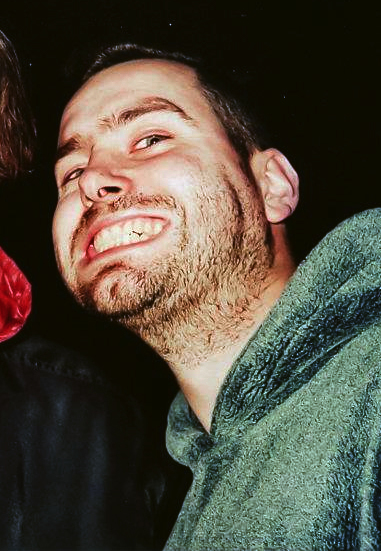
Ingmar Koch

Ingmar Koch, auch bekannt unter seinem Pseudonym Dr. Walker, ist ein deutscher Musiker aus dem Bereich der elektronischen Musik sowie Labelbetreiber und Live-Act. Er war Mitglied von mehr als 50 verschiedenen Techno-Projekten, von denen Air Liquide (mit Cem Oral), Khan & Walker (mit Can Oral), Global Electronic Network (mit Can Oral), Pierrot Premier (mit Thomas Thorn), Lovecore (mit Wolfgang Voigt) und Rei$$dorf Force (u. a. mit Jörg Burger) zu den bekanntesten zählen.

## Leben
Koch lernte 1991 in einem Frankfurter Tonstudio Cem Oral kennen, mit dem er kurz darauf das Projekt Air Liquide begründete. 1992 erschien die erste EP des Projekts Neue Frankfurter Elektronik Schule auf dem Kölner Plattenlabel Blue, das Koch und Oral zusammen mit dem Musiker Jörg Burger gegründet hatten. Koch, Oral, Burger und Wolfgang Voigt gründeten 1991 auch das Acid-Techno-Label Structure. 1993 gründete Koch noch das Label XXC3 sowie das Label Dj.ungle Fever.
1993 gründeten Jörg Burger, Wolfgang Voigt und Koch zusammen das Delirium Köln, einen Schallplattenladen, der auch als Label und Vertrieb dient. Später wurde Delirium Köln in „Kompakt“ umbenannt.
Ab dem gleichen Jahr erschienen zahlreiche Solo-Releases und Kollaborationen mit Künstlern wie Wolfgang Voigt, Biochip C., Frank Heiss, Thomas Thorn, Jörg Burger, Electric Indigo, Holger Czukay, Adsx, Wulfmanson, Mary S Applegate, Craig Anderton, Omsk Information und Triple R. Mit Can Oral veröffentlichte er unter anderem als Khan & Walker bzw. Gizz TV & Walker. Im Laufe seiner Karriere entstanden so über 700 Alben, EPs und Singles.
1996 gründen Koch und Thomas Thorn die Kölner Elektronikbar Liquid Sky Cologne. 2001 gründete er das Künstlerhotel Monte Christo Köln und den Underground-Technoclub Club Camouflage Cologne in Kooperation mit Heike Windsberger. Im Jahr 2012 gründet Koch das Künstlerkollektiv und die Videokunstgalerie Liquid Sky Berlin.
2014 startet er das TV-Projekt Psychedelic Kitchen und lsb TV in Kooperation mit dem Kölner Videokünstler Uli Sigg. Im Jahr darauf gründet Koch in Kooperation mit der Leipziger Firma Hearthis.at das Onlineradio Telepathic Bubblebath, benannt nach dem gleichnamigen Schallplattenlabel, und in Kooperation mit der Berliner Baeren Siegel GmbH die Internetart-/ Streetart-/ Performanceart-Kampagne #scrt_brln. Es folgt eine Kooperation mit der experimentellen Galerie Neu West Berlin im gleichen Jahr.
2016 widmete Koch sich mit noise.berlin einem multimedialen Kunstprojekt für „Krach, Verzerrung und verstörender Philosophie“.
2017 stand im Zeichen der Eröffnung des „Liquid Sky Berlin - #lsb02“ – einer experimentellen Bar mit Videoart-Galerie in Form eines „Clubs im Club“ im Kreuzberger Kulturzentrum „Maze“.

## Diskographie (Auswahl)

### Alben
- 1994: Global Electronic Network – Rolleiflex / Weltron (Mille Plateaux)
- 1994: Global Electronic Network – Rolleiflex / Timesquare (Mille Plateaux)
- 1995: Khan & Walker – Radiowaves (Harvest)
- 1994: Global Electronic Network feat. 4E– Electronic Desert (Mille Plateaux)
- 1996: Khan & Walker – Schleichfahrt (Disko B)
- 1997: Holger Czukay vs. Dr. Walker – Clash (Sideburn Recordings)
- 1997: Khan & Walker – Empire State Building (Harvest)
- 1997: Khan & Walker – Radiowaves II (Harvest)
- 1998: Dr. Walker & M. Flux – 16 Lovesongs For The Spice Girls (Harvest)
- 2000: Dr. Walker – Escape From Cologne (Tone Casualties)
- 2014: Adsx. Sense. Dr. Walker – MK-Naomi Sessions (XXC3 / Liquid Sky Berlin)
- 2014: Khan & Walker – Empire State Building (I Am Single)

### Singles & EPs
- 1993: Khan & Walker – Biogas (Propulsion 285)
- 1993: Walker – DJ.Ungle Fever (Dj.ungle Fever)
- 1993: Mike Ink & Walker – Lovecore E.P. (Structure)
- 1993: Walker / Biochip C. – Shark Volume Two (Dj.ungle Fever)
- 1993: Walker – Illegal EP (Luv Traxx)
- 1993: Biochip C. / Walker – Red Light District Vol. II (Dj.ungle Fever)
- 1993: Walker – Drummatix Drop Outs (Communism Records)
- 1993: Walker – The Sunshine E.P. (Dj.ungle Fever)
- 1994: Black One – Electronic Percussion E.P. (Force Inc. Music Works)
- 1994: Gizz TV & Walker – Spread / Invasion Of The Bassface (Dj.ungle Fever)
- 1994: Gizz TV & Walker – Live At The Electro (Dj.ungle Fever)
- 1994: Walker – Business Card E.P. (Dj.ungle Fever)
- 1994: Walker – U-Haft EP (Dj.ungle Fever)
- 1994: Walker – Astroland EP (Direct Drive)
- 1994: Mike Ink & Walker – Lovecore II (Not On Label)
- 1994: Jammin' Unit vs. Walker – Money Talk$! (Dj.ungle Fever)
- 1994: Walker – Redlight District Vol. 3 (Dj.ungle Fever)
- 1994: Walker – Don't Fuck With Cologne (Dj.ungle Fever)
- 1994: Electric Indigo & Walker – Vol. 11 (Dj.ungle Fever)
- 1994: Walker – Schrei Nach Liebe (Force Inc. Music Works)
- 1994: Biochip C., Jammin' Unit & Walker – Shark-Trax (Rising High Records)
- 1995: Black One / Bizz O.D. – Little Funky Jazz Piano / Wo? (Dj.ungle Fever)
- 1995: Black One – The New EP (Temple Records N.Y.C. Inc.)
- 1995: Black One – Digital Percussion (Temple Records N.Y.C. Inc.)
- 1995: Freddie Fresh vs. Dr. Walker – DJ Fresh Analog U.S. Vs. Walker Cologne DJ.Ungle Fever Germany (Analog Records USA)
- 1995: Gizz TV & Walker – Little Lonesome Astronaut (Force Inc. Music Works)
- 1995: Khan & Walker – Empire State Building (XXC3)
- 1995: Walker & Triple R – Aufraeumen! (XXC3)
- 1996: Gizz TV & Walker – Super 8 – 001 (Super 8)
- 1996: Walker & Frank Heiss – Flash Dancers On Acid (Sm:)e Communications)
- 1997: Dr. Walker – Damenwahl! (Eat Raw)
- 1997: Dr. Walker – Nuthin But An “E” Thang (Syncom Productionz)
- 1997: Dr. Walker – Dr Walker's Psychedelic Kitchen Vol.1 (Serotonin)
- 1997: Gizz TV & Walker – Spalt (Acid Orange)
- 1998: Dr. Walker & M. Flux – Present Some Cockrockin Beatz (Harvest)
- 1999: Khan & Walker – Simplex (Harvest)
- 2000: Dr. Walker – Escape From Cologne (Tone Casualties)
- 2004: Dr. Walker and Wulfmanson and Lorentz Hecker – Soundtrack From “The Car” (Dj.ungle Fever)
- 2004: Dr. Walker and Wulfmanson – Fischteich EP (Dj.ungle Fever)
- 2005: Rob Acid / Toktok / Wulfmanson / Dr. Walker / Sanomat – Djungle Fever Looopz (DJ.Ungle Fever)
- 2005: Dr. Walker – Asbest Volume 1 (Dj.ungle Fever)
- 2013: Dr. Walker – Spontane Selbstentflamunkk (Dj.ungle Fever)
- 2013: Adsx. Paul Heimweh. Dr. Walker – Telepathic Bubblevinyl (XXC3 / Liquid Sky Berlin)
- 2013: Dr. Walker – Hoch Die Tassen – Ab Dafuer – Remixes (Dj.ungle Fever)
- 2016: Omsk Information & Dr. Walker – Psychedelic Kitchen Berlin 2016 (Subsonic Records)
- 2016: Omsk Information & Dr. Walker – Only Here (Subsonic Records)
- 2016: Omsk Information & Dr. Walker – Only Here (Ninja Jamm)
- 2016: Monsieur Fleury & Dr. Walker – Tapearchive (Telepathic Bubblebath)
- 2016: Monsieur Fleury, Daniel Katzenstab, Coldcut & Dr. Walker – Industrial Sky (Ninja Jamm)